# Дарузес, Нина Леонидовна
Ни́на Леони́довна Дарузе́с (18 [30] июня 1899, Томск, Российская империя — 26 апреля 1982, Москва, СССР) — советская переводчица английской и французской литературы.
Переводы Н. Л. Дарузес отличаются высоким профессиональным уровнем и яркой художественностью; например, её перевод (совместно с Н. А. Волжиной) романа Диккенса «Наш общий друг» Корней Чуковский назвал «блистательным». Нора Галь называет Н. Л. Дарузес «удивительно разносторонним переводчиком» и восторгается её богатейшей словесной палитрой и тонким вкусом. Многие переводы Н. Л. Дарузес стали классическими, в их числе «Маугли» и «Рикки-Тикки-Тави» Киплинга, «Приключения Тома Сойера» и «Приключения Гекльберри Финна» Марка Твена, рассказы О. Генри.

## Биография
Родилась 18 (30) июня 1899 года в Томске в семье старшего бухгалтера Московско-Белорусско-Балтийской железной дороги. Тётка Нины Леонидовны по отцу — Наталья Александровна Дарузес, известная как «муза» поэта Валерия Брюсова.
После окончания в 1917 году гимназии работала счетоводом и одновременно обучалась на факультете общественных наук МГУ. В 1922 году долго болела тифом, из-за чего вынуждена была оставить службу и учёбу. В 1928—1929 годах училась в Институте новых языков, но из-за новой болезни диплом не получила. С 1928 по 1930 год служила литературным редактором журнала «Литейное дело», в период 1930—1931 годов — референт в комитете стандартизации при Совете труда и обороны.
С 1929 года — член коллектива переводчиков «школы И. А. Кашкина». Свободно владела английским и французским языками, могла также читать немецкий текст. С 1930 года — постоянный сотрудник журнала «Интернациональная литература», где работала до его закрытия в 1943 году.
Первым профессиональным переводом Нины Леонидовны стал роман Перл Бак «Земля» (1934). С этого момента Дарузес занималась исключительно литературным трудом (перевод и редактура). С 1939 года — член Союза писателей СССР.
Умерла 26 апреля 1982 года в Москве. Похоронена на Химкинском кладбище.

## Список писателей, переведённых Н. Л. Дарузес
- Перл Бак
- Амброз Бирс
- Фрэнсис Брет Гарт
- О. Генри
- Генри Джеймс
- Джеймс Джойс
- Чарльз Диккенс
- Редьярд Киплинг
- Эрскин Колдуэлл
- Джек Лондон
- Мольер
- Ги де Мопассан
- Ричард Натаниэль Райт
- Адриенна Рич
- Роберт Льюис Стивенсон
- Марк Твен
- Оскар Уайльд
- Эрнест Хемингуэй
- Бернард Шоу

Редактировала переводы Бальзака, Джека Лондона и многих современных американских писателей.
Тексты некоторых её переводов можно найти в Викитеке.

## Награды и почести
- 1947: медаль «За доблестный труд в Великой Отечественной войне 1941—1945 гг.»
- 1948: медаль «В память 800-летия Москвы»